# Concili de Troyes
Al Concili de Troyes, reunit pel Papa Joan VIII, l'any 878, hi fou coronat el monarca franc Lluís el Tartamut.
S'hi decidí a qui s'havien de cedir els comtats que havia tingut el comte revoltat Bernat de Gòtia.
Sembla que hom concedí a Guifré el Pilós, comte d'Urgell i Cerdanya, les honors dels comtats de Barcelona i Girona. Al mateix temps, el germà de Guifré, Miró I de Conflent, va rebre el Rosselló.

## Troyes i l'orde del Temple
A Troyes, l'any 1129, hi va haver un altre concili que seria molt important. Encara que, de fet, era una més de les assemblees de reforma i de pau que s'hi celebraren al llarg del segle xii, aquest concili de 1129 deu la fama al fet d'haver-s'hi discutit i aprovat la regla de l'orde religioso-militar més important de l'Edat Mitjana: l'orde del Temple.
El 12 de gener de 1129, segons datació proposada per Rudolf HIESTAND i admesa per tothom, es reuniren a Troyes sota la presidència del cardenal Mateu d'Albano, legat del papa Honori II, els dos arquebisbes i els deu bisbes de les províncies eclesiàstiques de Sens i de Reims, vuit abats, entre ells Bernat de Claravall, i alguns prínceps i laics com els comtes de Xampanya i Nevers. També hi havia set frares templers, entre els quals Hug de Payens, fundador i mestre de l'orde, originari de Payens, la localitat homònima, situada a deu quilòmetres de Troyes. Fou ell qui presentà el nou orde, el primer que unia funció religiosa i funció militar, i llegí els articles d'un esborrany de regla. Aquest fou discutit i esmenat pels participants al concili. Bernat de Claravall va tenir una participació molt activa en l'establiment de la nova regla, amplament inspirada en la de sant Benet, sense, per tant, haver-ne estat l'autor. El secretari del concili, el clergue Jean Michel, s'encarregà de posar-la per escrit i el cardenal Mateu d'Albano en legitimà el text que seria per al novell orde del Temple el reconeixement per part de l'Església.

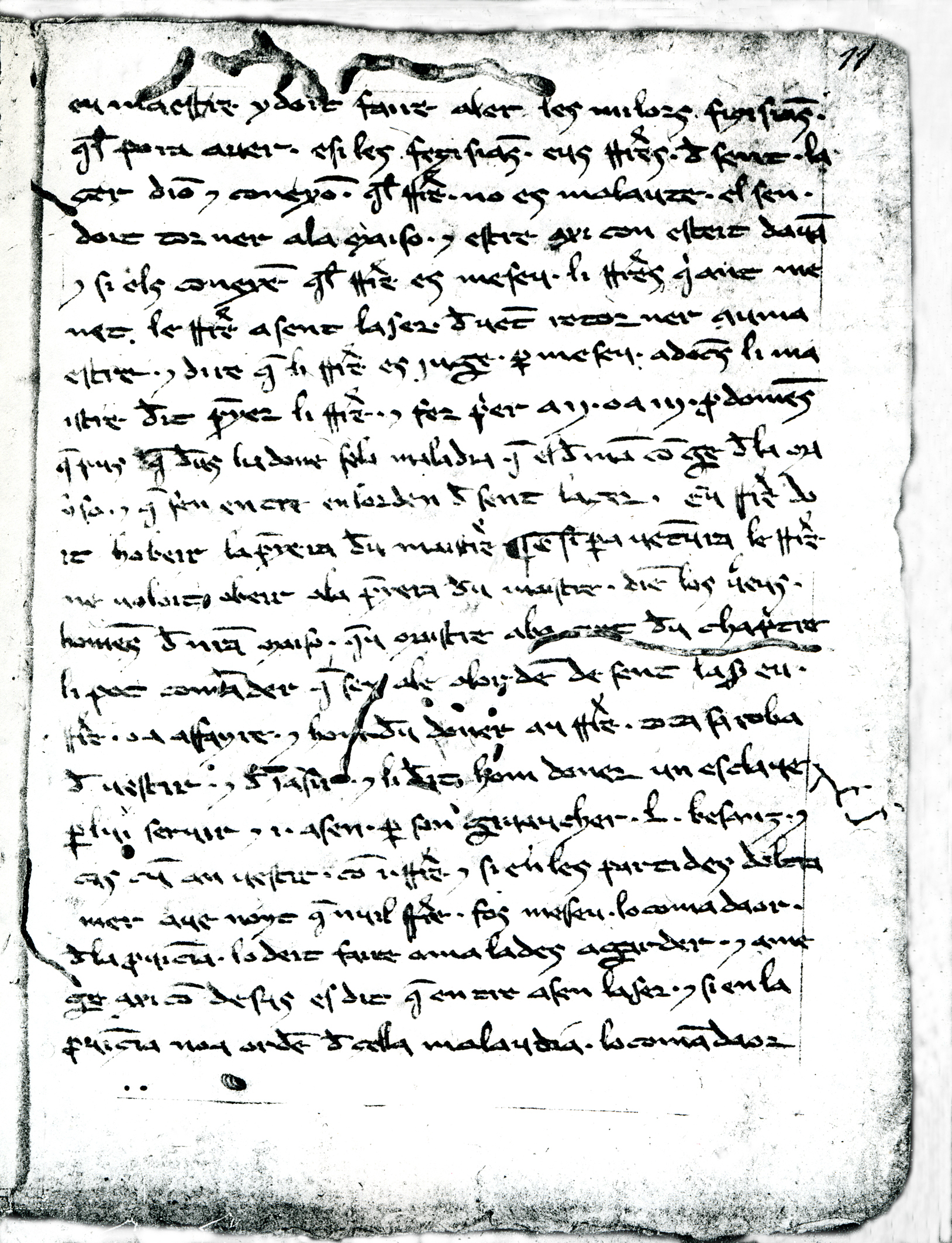
Full de la "Regla Catalana" de l'orde del Temple, conservada a l'Arxiu del Gran Priorat de Catalunya.

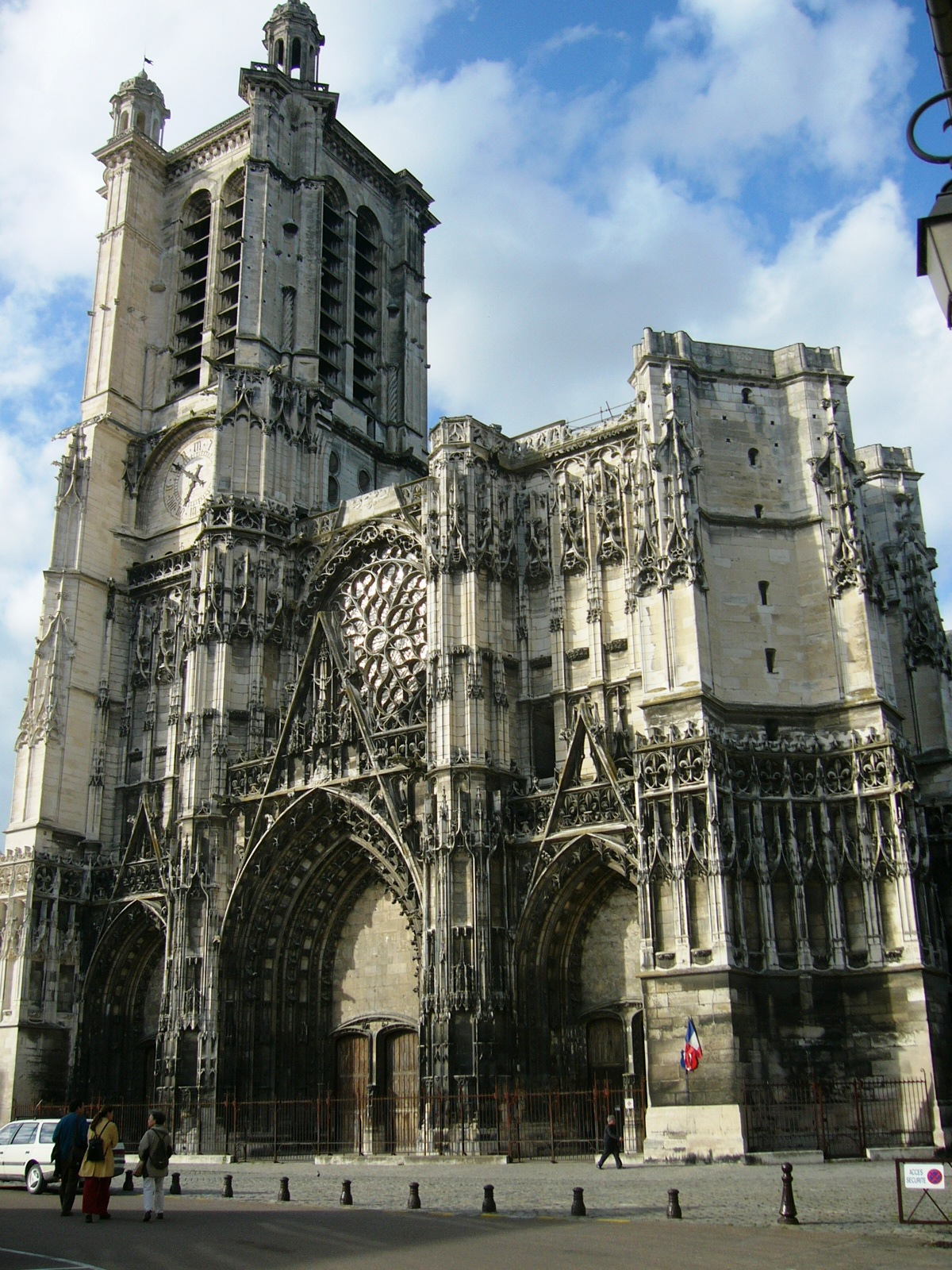
Catedral de Troyes. Aquí, l'any 1129, va tenir lloc el Concili de Troyes en què l'orde del Temple rebria la Regla i seria legitimat per l'Església. La catedral romànica fou destruïda l'any 1188 per un incendi.